# アレキサンダー・ヘア

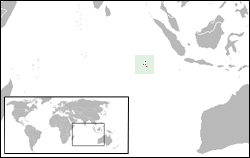
ココス島の位置

アレキサンダー・ヘア（Alexander Hare、生年不詳 - 1834年）は、イギリスの商人・プランテーション経営者。1826年、インド洋に浮かぶココス諸島にはじめて入植した。

## 生涯

### 前半生
ヘアに関する記録はほとんどなく、生年は不詳である。ロンドンの時計細工師の長男で、少なくとも3人の弟がいた。のちにヘアを巻き込んだ事件の際に、二弟と三弟はロンドンで「ヘア商会」を運営してスマトラ島と胡椒貿易をし、四弟は、バタヴィアで宝石商を営んでいたことがわかっている。
ヘアはインドの商会に務めて東インド各地と交易していた。奴隷貿易にも手を染めていたようで、マラッカに移転していくらかの財を得ていた。イギリス東インド会社のトーマス・ラッフルズとは友人関係にあり、ヘアは当時イギリスが占領していたカリマンタン島のバンジャルマシンの理事官に任命され、のちにはボルネオ島全体の指導権も獲得している。このことは、当時のイギリス植民地官僚のボルネオ島に関する知識の乏しさを示している。

### ココス諸島への移住
ジョン・クルーニーズ＝ロスは、ヘア商会の船長を務めており、ヘアの部下であった。ヘアはロスに無人島の探索を命じ、ロスはココス諸島を報告した。
1826年、ヘアはココス諸島に移住した。このとき、多くの女性たちも連れて行っている。ヘアはココス島でココヤシのプランテーションを経営した。ココヤシ栽培労働力としてマレー人の奴隷を連れている。
その後島には、ロスが部下を連れてやって来た。しかし、プランテーションの場所などをめぐってヘアとロスの関係は次第に険悪になり、やがて敵対するようになった。

### 追放
ヘアは東インド会社に対して多額の借財があったため、弟たちは兄が帰国してその借金の問題を精算するよう求めていた。ロスはヘア商会に手紙を書き、ヘアの奴隷が奴隷商人の手を経ていること、これが続けば官憲の注目するところとなるだろうと知らせている。
1834年10月3日、ヘアは自分の後宮を置き去りにし、たった1人でココス諸島を離れた。ヘアはロスによって追い出された印象が強い。
その後ヘアはスマトラ島へ渡り、ジャワ島で1834年に死去した。